# Jansen Gomes
Jansen Gomes (Rio de Janeiro, 20 de outubro de 2001) é um atleta de jiu-jitsu brasileiro faixa-preta. Gomes foi campeão mundial da IBJJF em todas as faixas coloridas e conquistou o título de campeão mundial na faixa-preta, categoria peso-médio, em 2023.

## Biografia
Gomes nasceu em 20 de outubro de 2001, no Rio de Janeiro, Brasil. Cresceu no Cantagalo, comunidade vizinha do Cantagalo–Pavão–Pavãozinho, um conjunto de favelas da Zona Sul carioca conhecido por revelar diversos campeões de jiu-jitsu. Desde pequeno, Jansen começou a treinar jiu-jitsu brasileiro influenciado por seu irmão, Jonata Gomes, e seu pai, Antônio Carlos "Bode", faixa-preta de BJJ.
Jansen ganhou notoriedade como um dos principais jovens atletas do Brasil ainda na faixa-amarela, quando conquistou seu primeiro título nacional. Treinado por seu pai e pelo multicampeão mundial Ricardo "Rico" Vieira, tornou-se rapidamente um dos destaques do projeto social liderado por Rico no Cantagalo, assim como na sede da equipe em Copacabana.
Na faixa-roxa, Jansen passou a competir no circuito da IBJJF nos Estados Unidos. Durante esse período, começou a treinar sob a orientação de Léo Vieira e Lucas Leite, da Checkmat. Em 2021, conquistou os títulos da categoria médio e do absoluto no Pan 2021, realizado em Orlando, Flórida. Em dezembro do mesmo ano, Jansen foi graduado faixa-preta por seu pai, enquanto estava no lugar mais alto do pódio do Campeonato Mundial.

## Carreira como faixa-preta

### 2023
No Campeonato Mundial de Jiu-Jitsu de 2023, Gomes derrotou Tainan Dalpra por vantagens de desempate (0x0, 2–0) na final da categoria peso-médio. Essa foi a primeira derrota de Dalpra como faixa-preta.
Gomes foi convidado a disputar uma superluta contra Gustavo Batista no BJJ Stars 11, em 9 de setembro de 2023. Ele venceu a luta por 2–0 nos pontos.

### 2024
Gomes foi convidado a enfrentar Bruno Lima no ADXC 3, realizado em 2 de março de 2024. Ele venceu a luta por decisão.
Em 1º de junho de 2024, Gomes conquistou a medalha de prata nas categorias meio-pesado e absoluto do Campeonato Mundial de Jiu-Jitsu da IBJJF 2024.
Em 25 de outubro de 2024, Gomes enfrentou Uanderson Ferreira no evento principal do ADXC 6. Ele venceu a luta por decisão unânime.
No dia 7 de dezembro de 2024, Gomes desafiou Fellipe Andrew pelo cinturão meio-pesado no evento principal do BJJ Stars 14. Ele venceu a luta por pontos.